# Giả trang không cảm giác
Giả trang không cảm giác (tiếng Trung: 假装没感觉) là một bộ phim điện ảnh Trung Quốc được đạo diễn Bành Tiểu Liên sản xuất năm 2002, với sự tham gia diễn xuất của Lữ Lệ Bình và Tôn Hải Anh.

## Bảng phân vai
- Lữ Lệ Bình
- Tôn Hải Anh
- Trịnh Chấn Dao
- Lưu Gia Chân
- Hồ Ca